# Disturbia (single)
Disturbia is een Grammy-genomineerd nummer van de Barbadiaanse zangeres Rihanna. Het is de derde single van de heruitgave van haar derde studioalbum getiteld Good Girl Gone Bad: Reloaded en de zevende single van Good Girl Gone Bad.

## Achtergrondinformatie
Het nummer is geschreven door Andre Merritt, Robert Allen en Chris Brown en bevat achtergrondzang van de laatste. Het is geproduceerd door Brian Kennedy en was oorspronkelijk bedoeld voor de heruitgave van Browns Exclusive maar hij gaf het nummer aan Rihanna. Een snippet van Browns versie is op het internet gelekt. De label wilde het nummer gebruiken voor haar vierde studioalbum dat in 2009 moet uitkomen, omdat ze Take a Bow al opnam voor de heruitgave. Rihanna en haar team vonden het nummer een zomersingle en wilden het zo snel mogelijk opnemen en uitbrengen.

## Stijl/genre
Disturbia is de derde single van haar album en volgt qua stijl Don't Stop The Music richting de dance-kant. Het nummer heeft een snel upbeat pop/dance gevoel. In contrast met Don't Stop the Music is het nummer qua tekst somber, het gaat over verwarring en angst. Ook heeft het nummer wat synthpop invloeden.

## Uitgave
Het nummer werd als de zevende single uitgebracht in de Verenigde Staten van het album Good Girl Gone Bad en als derde van de heruitgave. In het Verenigd Koninkrijk zou Rehab worden uitgebracht, maar toen Disturbia werd toegevoegd aan de BBC's Playlist, werd Disturbia ook daar uitgebracht.

## Hitlijsten
Het nummer kwam tot de 47ste plek in de Britse UK Singles Chart ondanks het feit dat het nog niet op single uit was. Het nummer zakte, maar nadat de video was uitgekomen, kwam het opnieuw de lijst binnen op 47, en steeg de weken erna naar tot de negende plaats.
In de Verenigde Staten debuteerde de single op de negentiende plaats en klom tot de elfde plek. Dit zorgde voor de hoogste debuutklassering van de zangeres en maakte Rihanna de derde vrouwelijke artiest met meer dan zes top 40 hits afkomstig van één album. De week daarop zakte het nummer maar nadat de video was uitgekomen en het nummer vaker was uitgezonden en de verkoop in week 33 was gestegen, steeg het nummer naar de derde plaats. Het nummer was de meest verkochte single maar stond derde in de airplaylijsten en moest daardoor Katy Perry's I Kissed a Girl en Chris Browns Forever voor haar dulden.
In Nederland werd het nummer in week 32 gekozen als Alarmschijf.

## Hitnotering
| Disturbia in de Nederlandse Top 40 - binnen: 23 augustus 2008 | Disturbia in de Nederlandse Top 40 - binnen: 23 augustus 2008 | Disturbia in de Nederlandse Top 40 - binnen: 23 augustus 2008 | Disturbia in de Nederlandse Top 40 - binnen: 23 augustus 2008 | Disturbia in de Nederlandse Top 40 - binnen: 23 augustus 2008 | Disturbia in de Nederlandse Top 40 - binnen: 23 augustus 2008 | Disturbia in de Nederlandse Top 40 - binnen: 23 augustus 2008 | Disturbia in de Nederlandse Top 40 - binnen: 23 augustus 2008 | Disturbia in de Nederlandse Top 40 - binnen: 23 augustus 2008 | Disturbia in de Nederlandse Top 40 - binnen: 23 augustus 2008 | Disturbia in de Nederlandse Top 40 - binnen: 23 augustus 2008 | Disturbia in de Nederlandse Top 40 - binnen: 23 augustus 2008 | Disturbia in de Nederlandse Top 40 - binnen: 23 augustus 2008 | Disturbia in de Nederlandse Top 40 - binnen: 23 augustus 2008 | Disturbia in de Nederlandse Top 40 - binnen: 23 augustus 2008 | Disturbia in de Nederlandse Top 40 - binnen: 23 augustus 2008 | Disturbia in de Nederlandse Top 40 - binnen: 23 augustus 2008 | Disturbia in de Nederlandse Top 40 - binnen: 23 augustus 2008 | Disturbia in de Nederlandse Top 40 - binnen: 23 augustus 2008 |
| Week                                                          | 1                                                             | 2                                                             | 3                                                             | 4                                                             | 5                                                             | 6                                                             | 7                                                             | 8                                                             | 9                                                             | 10                                                            | 11                                                            | 12                                                            | 13                                                            | 14                                                            | 15                                                            | 16                                                            | 17                                                            |                                                               |
| ------------------------------------------------------------- | ------------------------------------------------------------- | ------------------------------------------------------------- | ------------------------------------------------------------- | ------------------------------------------------------------- | ------------------------------------------------------------- | ------------------------------------------------------------- | ------------------------------------------------------------- | ------------------------------------------------------------- | ------------------------------------------------------------- | ------------------------------------------------------------- | ------------------------------------------------------------- | ------------------------------------------------------------- | ------------------------------------------------------------- | ------------------------------------------------------------- | ------------------------------------------------------------- | ------------------------------------------------------------- | ------------------------------------------------------------- | ------------------------------------------------------------- |
| Nummer                                                        | 36                                                            | 20                                                            | 17                                                            | 14                                                            | 10                                                            | 10                                                            | 11                                                            | 14                                                            | 16                                                            | 16                                                            | 16                                                            | 17                                                            | 18                                                            | 18                                                            | 22                                                            | 32                                                            | 38                                                            | uit                                                           |

| Disturbia in de Ultratop 50 - binnen: 30 augustus 2008 | Disturbia in de Ultratop 50 - binnen: 30 augustus 2008 | Disturbia in de Ultratop 50 - binnen: 30 augustus 2008 | Disturbia in de Ultratop 50 - binnen: 30 augustus 2008 | Disturbia in de Ultratop 50 - binnen: 30 augustus 2008 | Disturbia in de Ultratop 50 - binnen: 30 augustus 2008 | Disturbia in de Ultratop 50 - binnen: 30 augustus 2008 | Disturbia in de Ultratop 50 - binnen: 30 augustus 2008 | Disturbia in de Ultratop 50 - binnen: 30 augustus 2008 | Disturbia in de Ultratop 50 - binnen: 30 augustus 2008 | Disturbia in de Ultratop 50 - binnen: 30 augustus 2008 | Disturbia in de Ultratop 50 - binnen: 30 augustus 2008 | Disturbia in de Ultratop 50 - binnen: 30 augustus 2008 | Disturbia in de Ultratop 50 - binnen: 30 augustus 2008 | Disturbia in de Ultratop 50 - binnen: 30 augustus 2008 | Disturbia in de Ultratop 50 - binnen: 30 augustus 2008 | Disturbia in de Ultratop 50 - binnen: 30 augustus 2008 | Disturbia in de Ultratop 50 - binnen: 30 augustus 2008 | Disturbia in de Ultratop 50 - binnen: 30 augustus 2008 | Disturbia in de Ultratop 50 - binnen: 30 augustus 2008 | Disturbia in de Ultratop 50 - binnen: 30 augustus 2008 | Disturbia in de Ultratop 50 - binnen: 30 augustus 2008 | Disturbia in de Ultratop 50 - binnen: 30 augustus 2008 |
| Week                                                   | 1                                                      | 2                                                      | 3                                                      | 4                                                      | 5                                                      | 6                                                      | 7                                                      | 8                                                      | 9                                                      | 10                                                     | 11                                                     | 12                                                     | 13                                                     | 14                                                     | 15                                                     | 16                                                     | 17                                                     | 18                                                     | 19                                                     | 20                                                     | 21                                                     |                                                        |
| ------------------------------------------------------ | ------------------------------------------------------ | ------------------------------------------------------ | ------------------------------------------------------ | ------------------------------------------------------ | ------------------------------------------------------ | ------------------------------------------------------ | ------------------------------------------------------ | ------------------------------------------------------ | ------------------------------------------------------ | ------------------------------------------------------ | ------------------------------------------------------ | ------------------------------------------------------ | ------------------------------------------------------ | ------------------------------------------------------ | ------------------------------------------------------ | ------------------------------------------------------ | ------------------------------------------------------ | ------------------------------------------------------ | ------------------------------------------------------ | ------------------------------------------------------ | ------------------------------------------------------ | ------------------------------------------------------ |
| Nummer                                                 | 46                                                     | 23                                                     | 14                                                     | 9                                                      | 8                                                      | 6                                                      | 1                                                      | 6                                                      | 2                                                      | 6                                                      | 4                                                      | 4                                                      | 6                                                      | 9                                                      | 16                                                     | 18                                                     | 17                                                     | 18                                                     | 21                                                     | 22                                                     | 23                                                     | uit                                                    |

## Tracklist

### Promotie-cd
1. "Disturbia" (Main) - 03:59
2. "Disturbia" (Intro) - 04:36
3. "Disturbia" (Instrumental)

### Remixes
1. "Disturbia" (Jody den Broeder Radio Edit) - 03:50
2. "Disturbia" (Craig C's Master Radio Mix) - 03:52
3. "Disturbia" (Craig C & Nique's Master Radio Mix) - 04:03
4. "Disturbia" (Jody den Broeder Remix) - 07:45
5. "Disturbia" (Craig C's Master Vocal Mix) - 09:17
6. "Disturbia" (Craig C & Nique's Tribal Mayhem Mix) - 08:19
7. "Disturbia" (Jody den Broeder Bum Bum Dub) - 08:15
8. "Disturbia" (Craig C's Disturbstramental Mix) - 09:17
9. "Disturbia" (Craig C & Nique's Bom Dub Mix) - 08:18